# 中国人权研究会
中国人权研究会（英語：China Society for Human Rights Studies），是国务院新闻办公室主管的全国性学术性、非营利组织，具有社会团体法人资格。成立于1993年1月。
该研究会于1998年设立网站《中国人权网》；于2002年2月创办了《人权》杂志；定期出版研究报告《中国人权在行动》；不定期编纂出版《中国人权年鉴》。活动经费主要来源于中国人权发展基金会的资助和团体的捐赠、社会资助及其他合法收入。

## 活动
中国人权研究会的活动可分为两种。其一是通过强调西方民主国家，尤其是美国的政治缺陷来削弱对中国糟糕的人权记录的关注，批评美国政府未能履行其在不歧视和移民方面的人权义务。其二是促进“中国特色人权”的愿景，这一概念强调经济发展权高于个人公民权利和政治权利，并呼吁根据不同的文化、历史和政治背景相对地定义“人权”。

### 发表文章
| 时间           | 标题                                               | 参考资料    |
| -------------- | -------------------------------------------------- | ----------- |
| 2019年7月26日  | 美国根深蒂固的种族歧视问题凸显“美式人权”的虚伪     | [ 4 ] [ 5 ] |
| 2019年8月24日  | 美国痼疾难除的枪支暴力严重践踏人权                 | [ 6 ]       |
| 2019年11月26日 | 美国长期存在的性别歧视问题严重阻碍妇女人权的实现   | [ 7 ]       |
| 2019年12月26日 | 金钱政治暴露“美式民主”的虚伪面目                   | [ 8 ]       |
| 2021年12月23日 | 中国人权研究会发布《美式民主的局限与弊病》研究报告 | [ 9 ]       |

### 举办主题边会
| 时间          | 主题                         | 会议                       | 参考资料 |
| ------------- | ---------------------------- | -------------------------- | -------- |
| 2019年3月13日 | 新疆人权事业发展成就         | 联合国人权理事会第40次会议 | [ 10 ]   |
| 2019年7月2日  | 中国少数民族的人权保护       | 联合国人权理事会第41次会议 | [ 11 ]   |
| 2019年9月16日 | 新疆的去极端化斗争与人权保障 | 联合国人权理事会第42次会议 | [ 12 ]   |
| 2020年2月27日 | 中国人权事业的发展进步       | 联合国人权理事会第43次会议 | [ 13 ]   |

## 历任会长
| 名字     | 上任日期       | 退任日期   | 备注   |
| -------- | -------------- | ---------- | ------ |
| 朱穆之   | 1993年7月      | 2007年5月  |        |
| 罗豪才   | 2007年5月10日  | 2016年12月 | [ 14 ] |
| 向巴平措 | 2016年12月23日 | 现任       | [ 15 ] |

## 评价
国际声援西藏运动在其网站上表示，该组织自称为非政府组织，但得到了北京的支持。
“改变中国”网站称其为官办非政府组织，认为其与中国共产党有密切联系：其现任秘书长鲁广锦还担任中共中央宣传部人权事务局长，其副主席李君如曾任中共中央宣传部理论研究局副局长及其党史研究室副局长，其还和国务院新闻办公室第七局（即人权局）共享相同的办公地点和官僚机构。

### 其他组织
- 中国人权
- 中国人权捍卫者